# Nate Marquardt
Pour les articles homonymes, voir Marquardt (homonymie).
Nathan Joel Marquardt, né le 20 avril 1979 à Lander dans le Wyoming, est un pratiquant professionnel américain d'arts martiaux mixtes (MMA) et ceinture noire au second degré de jiu-jitsu brésilien, ancien combattant dans la division poids mi-moyens de l'Ultimate Fighting Championship.
Il a été une fois champion des poids mi-moyens du Strikeforce et trois fois champion des poids moyens du Pancrase.

## Palmarès en arts martiaux mixtes
| 58 combats     | 36 victoires | 20 défaites |
| Par KO         | 13           | 6           |
| Par soumission | 15           | 2           |
| Sur décision   | 8            | 12          |
| Égalités       | 2            | 2           |

| Résultat | Record  | Adversaire         | Méthode                                 | Événement                                        | Date              | Round | Temps | Lieu                                | Notes                                                                                   |
| -------- | ------- | ------------------ | --------------------------------------- | ------------------------------------------------ | ----------------- | ----- | ----- | ----------------------------------- | --------------------------------------------------------------------------------------- |
| Défaite  | 36-20-2 | Valdir Araujo      | TKO (coup du corps et poings)           | XMMA 3 - Vice City                               | 23 octobre 2021   | 2     | 2:45  | Miami, Floride, États-Unis          |                                                                                         |
| Victoire | 36-19-2 | Michael Cora       | Soumission (Armbar)                     | Titan FC 71 - Kilburn vs. AlQaisi                | 6 août 2021       | 1     | 2:39  | Miami, Floride, États-Unis          |                                                                                         |
| Défaite  | 35-19-2 | Cezar Ferreira     | Décision partagée                       | FC Fight Night 120 - Poirier vs. Pettis          | 11 novembre 2017  | 3     | 5:00  | Norfolk, Virginie, États-Unis       |                                                                                         |
| Défaite  | 35-18-2 | Vitor Belfort      | Décision unanime                        | UFC 212 - Aldo vs. Holloway                      | 3 juin 2017       | 3     | 5:00  | Rio de Janeiro, Brésil              |                                                                                         |
| Défaite  | 35-17-2 | Sam Alvey          | Décision unanime                        | UFC on Fox 23 - Shevchenko vs. Pena              | 28 janvier 2017   | 3     | 5:00  | Denver, Colorado, États-Unis        |                                                                                         |
| Victoire | 35-16-2 | Tamdan McCrory     | KO (head kick)                          | UFC Fight Night: Lineker vs. Dodson              | 1er octobre 2016  | 2     | 4:44  | Portland, Oregon, États-Unis        |                                                                                         |
| Défaite  | 34-16-2 | Thiago Santos      | KO (coups de poing)                     | UFC 198: Werdum vs. Miocic                       | 14 mai 2016       | 1     | 3:39  | Curitiba, Brésil                    |                                                                                         |
| Victoire | 34-15-2 | C.B. Dollaway      | KO (coup de poing)                      | UFC on Fox: dos Anjos vs. Cerrone II             | 19 décembre 2015  | 2     | 0:28  | Orlando, Floride, États-Unis        |                                                                                         |
| Défaite  | 33-15-2 | Kelvin Gastelum    | TKO (arrêt du coin)                     | UFC 188: Velasquez vs. Werdum                    | 13 juin 2015      | 2     | 5:00  | Mexico, Mexique                     |                                                                                         |
| Défaite  | 33-14-2 | Brad Tavares       | Décision unanime                        | UFC 182: Jones vs. Cormier                       | 3 janvier 2015    | 3     | 5:00  | Las Vegas, Nevada, États-Unis       |                                                                                         |
| Victoire | 3-13-2  | James Te Huna      | Soumission (Armbar)                     | UFC Fight Night: Te Huna vs. Marquadt            | 28 juin 2014      | 1     | 4:34  | Auckland, Nouvelle-Zélande          | Performance de la soirée                                                                |
| Défaite  | 32-13-2 | Hector Lombard     | KO (coups de poing)                     | UFC 166: Velasquez vs. Dos Santos 3              | 19 octobre 2013   | 1     | 1:48  | Houston, Texas, États-Unis          |                                                                                         |
| Défaite  | 32-12-2 | Jake Ellenberger   | KO (coups de poing)                     | UFC 158: St-Pierre vs. Diaz                      | 16 mars 2013      | 1     | 3:00  | Montréal, Québec, Canada            |                                                                                         |
| Défaite  | 32-11-2 | Tarec Saffiedine   | Décision unanime                        | Strikeforce: Marquardt vs. Saffiedine            | 12 janvier 2013   | 5     | 5:00  | Oklahoma City, Oklahoma, États-Unis | Perd le titre poids mi-moyens du Strikeforce.                                           |
| Victoire | 32-10-2 | Tyron Woodley      | KO (coups de coude and coups de poing)  | Strikeforce: Rockhold vs. Kennedy                | 14 juillet 2012   | 4     | 1:39  | Portland, Oregon, États-Unis        | Remporte le titre poids mi-moyens du Strikeforce.                                       |
| Victoire | 31-10-2 | Dan Miller         | Décision unanime                        | UFC 128: Shogun vs. Jones                        | 19 mars 2011      | 3     | 5:00  | Newark, New Jersey, États-Unis      |                                                                                         |
| Défaite  | 30-10-2 | Yushin Okami       | Décision unanime                        | UFC 122: Marquardt vs. Okami                     | 13 novembre 2010  | 3     | 5:00  | Oberhausen, Allemagne               |                                                                                         |
| Victoire | 30-9-2  | Rousimar Palhares  | TKO (coups de poing)                    | UFC Fight Night: Marquardt vs. Palhares          | 15 septembre 2010 | 1     | 3:28  | Austin, Texas, États-Unis           |                                                                                         |
| Défaite  | 29-9-2  | Chael Sonnen       | Décision unanime                        | UFC 109: Relentless                              | 6 février 2010    | 3     | 5:00  | Las Vegas, Nevada, États-Unis       | Combat de la soirée                                                                     |
| Victoire | 29-8-2  | Demian Maia        | KO (coup de poing)                      | UFC 102: Couture vs. Nogueira                    | 29 août 2009      | 1     | 0:21  | Portland, Oregon, États-Unis        | KO de la soirée                                                                         |
| Victoire | 28-8-2  | Wilson Gouveia     | TKO (coup de genou et coups de poing)   | UFC 95: Sanchez vs. Stevenson                    | 21 février 2009   | 3     | 3:10  | Londres, Angleterre                 |                                                                                         |
| Victoire | 27-8-2  | Martin Kampmann    | TKO (coups de poing)                    | UFC 88: Breakthrough                             | 6 septembre 2008  | 1     | 1:22  | Atlanta, Géorgie, États-Unis        |                                                                                         |
| Défaite  | 26-8-2  | Thales Leites      | Décision partagée                       | UFC 85: Bedlam                                   | 7 juin 2008       | 3     | 5:00  | Londres, Angleterre                 |                                                                                         |
| Victoire | 26-7-2  | Jeremy Horn        | Soumission (étranglement en guillotine) | UFC 81: Breaking Point                           | 2 février 2008    | 2     | 1:37  | Las Vegas, Nevada, États-Unis       |                                                                                         |
| Défaite  | 25-7-2  | Anderson Silva     | TKO (coups de poing)                    | UFC 73: Stacked                                  | 7 juillet 2007    | 1     | 4:50  | Sacramento, Californie, États-Unis  | Pour le titre poids moyens de l'UFC.                                                    |
| Victoire | 25-6-2  | Dean Lister        | Décision unanime                        | Ultimate Fight Night 8                           | 25 janvier 2007   | 3     | 5:00  | Hollywood, Floride, États-Unis      |                                                                                         |
| Victoire | 24-6-2  | Crafton Wallace    | Soumission (rear naked choke)           | Ortiz vs. Shamrock 3: The Final Chapter          | 10 octobre 2006   | 2     | 1:14  | Hollywood, Floride, États-Unis      |                                                                                         |
| Victoire | 23-6-2  | Joe Doerksen       | Décision unanime                        | UFC 58: USA vs. Canada                           | 4 mars 2006       | 3     | 5:00  | Las Vegas, Nevada, États-Unis       |                                                                                         |
| Victoire | 22-6-2  | Ivan Salaverry     | Décision unanime                        | Ultimate Fight Night                             | 6 août 2005       | 3     | 5:00  | Las Vegas, Nevada, États-Unis       |                                                                                         |
| Victoire | 21-6-2  | Izuru Takeuchi     | Soumission (rear naked choke)           | Pancrase: Spiral 4                               | 1er mai 2005      | 3     | 2:19  | Yokohama, Japon                     | Défend le titre poids moyens du Pancrase et laisse le titre vacant un peu plus tard.    |
| Victoire | 20-6-2  | Kazuo Misaki       | Décision unanime                        | Pancrase: Brave 10                               | 7 novembre 2004   | 3     | 5:00  | Tokyo, Japon                        | Remporte le titre poids moyens du Pancrase.                                             |
| Égalité  | 19-6-2  | Eiji Ishikawa      | Égalité                                 | Pancrase: Brave 6                                | 22 juin 2004      | 3     | 5:00  | Tokyo, Japon                        |                                                                                         |
| Défaite  | 19-6-1  | Ricardo Almeida    | Soumission (étranglement en guillotine) | Pancrase: Hybrid 10                              | 30 novembre 2003  | 1     | 4:53  | Tokyo, Japon                        | Perd le titre poids moyens du Pancrase.                                                 |
| Victoire | 19-5-1  | Yuji Hisamatsu     | Décision unanime                        | Pancrase: Hybrid 8                               | 4 octobre 2003    | 2     | 5:00  | Osaka, Japon                        |                                                                                         |
| Victoire | 18-5-1  | Steve Gomm         | Soumission (coups de poing)             | IFC: Global Domination                           | 6 septembre 2003  | 1     | 3:28  | Denver, Colorado, États-Unis        |                                                                                         |
| Défaite  | 17-5-1  | Keiichiro Yamamiya | Décision unanime                        | Pancrase: 2003 Neo-Blood Tournament Second Round | 27 juillet 2003   | 3     | 5:00  | Tokyo, Japon                        |                                                                                         |
| Victoire | 17-4-1  | Izuru Takeuchi     | KO (coups de poing)                     | Pancrase: Hybrid 3                               | 8 mars 2003       | 1     | 1:29  | Tokyo, Japon                        | Défend le titre poids moyens du Pancrase.                                               |
| Victoire | 16-4-1  | Kiuma Kunioku      | KO (coup de genou sauté)                | Pancrase: Spirit 9                               | 21 décembre 2002  | 3     | 4:36  | Tokyo, Japon                        | Remporte le titre poids moyens du Pancrase.                                             |
| Défaite  | 15-4-1  | Izuru Takeuchi     | Décision unanime                        | Pancrase: Spirit 7                               | 29 octobre 2002   | 3     | 5:00  | Tokyo, Japon                        |                                                                                         |
| Victoire | 15-3-1  | Seiki Ryo          | Soumission technique (clé de bras)      | Pancrase: 2002 Neo-Blood Tournament Second Round | 28 juillet 2002   | 1     | 1:37  | Tokyo, Japon                        |                                                                                         |
| Victoire | 14-3-1  | Kazuo Misaki       | TKO (épaule déboitée)                   | Pancrase: Spirit 3                               | 25 mars 2002      | 1     | 0:29  | Tokyo, Japon                        |                                                                                         |
| Défaite  | 13-3-1  | Kiuma Kunioku      | Décision majoritaire                    | Pancrase: Proof 7                                | 1er décembre 2001 | 3     | 5:00  | Yokohama, Japon                     | Perd le titre poids moyens du Pancrase.                                                 |
| Victoire | 13-2-1  | Yuji Hoshino       | Soumission (étranglement en triangle)   | Pancrase: Proof 6                                | 30 octobre 2001   | 3     | 2:13  | Tokyo, Japon                        | Défend le titre poids moyens du Pancrase.                                               |
| Défaite  | 12-2-1  | Gil Castillo       | Décision unanime                        | IFC: Warriors Challenge 14                       | 18 juillet 2001   | 5     | 5:00  | Friant, Californie, États-Unis      |                                                                                         |
| Victoire | 12-1-1  | Masaya Kojima      | Soumission (clé de bras)                | Pancrase: Proof 3                                | 13 mai 2001       | 1     | 1:45  | Tokyo, Japon                        |                                                                                         |
| Victoire | 11-1-1  | Hikaru Sato        | Soumission (rear naked choke)           | Pancrase: Proof 2                                | 31 mars 2001      | 1     | 1:53  | Osaka, Japon                        |                                                                                         |
| Égalité  | 10-1-1  | Kiuma Kunioku      | Égalité                                 | Pancrase: Trans 7                                | 4 décembre 2000   | 1     | 20:00 | Tokyo, Japon                        | Défend le titre poids moyens du Pancrase.                                               |
| Victoire | 10-1    | Kiuma Kunioku      | Décision unanime                        | Pancrase: 2000 Anniversary Show                  | 24 septembre 2000 | 1     | 10:00 | Yokohama, Japon                     | Remporte le tournoi poids moyens King of Pancrase et le titre poids moyens du Pancrase. |
| Victoire | 9-1     | Shonie Carter      | Décision unanime                        | Pancrase: 2000 Anniversary Show                  | 24 septembre 2000 | 2     | 3:00  | Yokohama, Japon                     |                                                                                         |
| Victoire | 8-1     | Daiju Takase       | KO (coup de genou)                      | Pancrase: Trans 4                                | 26 juin 2000      | 2     | 1:30  | Tokyo, Japon                        |                                                                                         |
| Victoire | 7-1     | Anthony Washington | Soumission (coups de poing)             | Ring of Fire 1                                   | 18 mars 2000      | 1     | 3:01  | Denver, Colorado, États-Unis        |                                                                                         |
| Défaite  | 6-1     | Genki Sudō         | Soumission (clé de bras)                | Pancrase: Breakthrough 11                        | 18 décembre 1999  | 1     | 13:31 | Yokohama, Japon                     |                                                                                         |
| Victoire | 6-0     | David Harris       | Soumission (rear naked choke)           | Bas Rutten Invitational 4                        | 14 août 1999      | 1     | 15:01 | Littleton, Colorado, États-Unis     |                                                                                         |
| Victoire | 5-0     | Josh Groves        | Soumission (étranglement en triangle)   | Bas Rutten Invitational 4                        | 14 août 1999      | 1     | 1:49  | Littleton, Colorado, États-Unis     |                                                                                         |
| Victoire | 4-0     | Yves Edwards       | Soumission (clé de talon)               | Bas Rutten Invitational 4                        | 14 août 1999      | 1     | 3:04  | Littleton, Colorado, États-Unis     |                                                                                         |
| Victoire | 3-0     | Jose Garcia        | Soumission (rear naked choke)           | Rumble in the Rockies                            | 7 juin 1999       | 1     | 3:32  | Denver, Colorado, États-Unis        |                                                                                         |
| Victoire | 2-0     | Josh Medina        | Soumission (étranglement bras/tête)     | Rumble in the Rockies                            | 7 juin 1999       | 1     | 0:27  | Denver, Colorado, États-Unis        |                                                                                         |
| Victoire | 1-0     | Mike Lee           | Soumission (rear naked choke)           | WVF: Durango                                     | 17 avril 1999     | 2     | 2:13  | Durango, Colorado, États-Unis       |                                                                                         |